# Пондероза (Нью-Мексико)
Пондероза (англ. Ponderosa) — переписна місцевість (CDP) в США, в окрузі Сандовал штату Нью-Мексико. Населення — 379 осіб (2020).

## Географія
Пондероза розташована за координатами 35°39′20″ пн. ш. 106°39′16″ зх. д. / 35.65556° пн. ш. 106.65444° зх. д. (35.655492, -106.654459).  За даними Бюро перепису населення США в 2010 році переписна місцевість мала площу 23,64 км², уся площа — суходіл.

## Демографія
Згідно з переписом 2010 року, у переписній місцевості мешкало 387 осіб у 170 домогосподарствах у складі 105 родин. Густота населення становила 16 осіб/км².  Було 194 помешкання (8/км²).
Расовий склад населення:
| - 66,4 % — білих - 9,6 % — корінних американців - 0,8 % — вихідців з тихоокеанських островів - 0,3 % — азіатів - 18,6 % — осіб інших рас |

До двох чи більше рас належало 4,4 %. Частка іспаномовних становила 55,0 % від усіх жителів.
За віковим діапазоном населення розподілялося таким чином: 22,2 % — особи молодші 18 років, 60,5 % — особи у віці 18—64 років, 17,3 % — особи у віці 65 років та старші. Медіана віку мешканця становила 46,2 року. На 100 осіб жіночої статі у переписній місцевості припадало 98,5 чоловіків;  на 100 жінок у віці від 18 років та старших — 92,9 чоловіків також старших 18 років.
Середній дохід на одне домашнє господарство  становив 45 434 долари США (медіана — 41 875), а середній дохід на одну сім'ю — 53 809 доларів (медіана — 50 000). За межею бідності перебувало 8,2 % осіб, у тому числі 3,5 % дітей у віці до 18 років та 9,6 % осіб у віці 65 років та старших.
Цивільне працевлаштоване населення становило 171 осіб. Основні галузі зайнятості: освіта, охорона здоров'я та соціальна допомога — 31,0 %, мистецтво, розваги та відпочинок — 22,2 %, науковці, спеціалісти, менеджери — 14,6 %, публічна адміністрація — 8,8 %.